# Al Bawaba
Al Bawaba (en arabe : البوابة), mot arabe signifiant « le portail » ou « la porte »), est un site de nouvelles, blogging et médias dont le siège se trouve à Amman, en Jordanie, et ayant un bureau à Dubaï, aux Émirats arabes unis. Depuis 2001, Al Bawaba publie le Mena Report, qui couvre les affaires et l'économie dans le monde arabe. Al Bawaba se présente comme « le plus grand producteur et distributeur indépendant de contenu au Moyen-Orient... [avec] une équipe de journalistes et de rédacteurs à plein temps couvrant les événements et les actualités de la région du Moyen-Orient et de l'Afrique du Nord ».

## Histoire et contenu
Al Bawaba est lancé en 2000 et appartient à Al Bawaba Middle East Limited basé à Amman, en Jordanie. Elle a eu également un bureau au Koweït.
Le réseau se compose de plusieurs portails et sites Web, en plus d'Al Bawaba, notamment Al Bawaba Blogs, Al Bawaba Music (site musical), Al Bawaba Games (ultérieurement Gaming Zone), Sharekna (service de gestion de photos et de vidéos en ligne), SyndiGate (service de syndication de contenu numérique). Il publie des reportages sur le Moyen-Orient et a des sections séparées en anglais et en arabe.